# 1992 SY14
1992 SY14 är en asteroid i huvudbältet som upptäcktes den 28 september 1992 av de båda japanska astronomerna Seiji Ueda och Hiroshi Kaneda i Kushiro.